# Liste der Universitäten in Tansania
Die Liste der Universitäten in Tansania umfasst alle öffentlichen und privaten Universitäten und die Hochschulen (Colleges), die von der tansanischen Universitäts-Kommission anerkannt wurden (Stand 2024).

## Öffentliche Universitäten
| Name                                                               | Abkürzung      | Stadt (Zentrale) | Adresse Geokoordinaten            | Gründungs-Datum | Akademische Mitarbeiter 2016/17 | Studenten 2016/17               | Foto |
| ------------------------------------------------------------------ | -------------- | ---------------- | --------------------------------- | --------------- | ------------------------------- | ------------------------------- | --- |
| University of Dar es Salaam                                        | UDSM           | Daressalam       | Sam Nujoma Road, Ubungo           | 1970            | 2.513                           | 26.809                          | University Dar es Salaam |
| Sokoine University of Agriculture                                  | SUA            | Morogoro         | P.O. Box 3000, Chuo Kikuu         | 1984            | 517                             | 7.498                           | Bild gesucht Die Wikipedia wünscht sich an dieser Stelle ein Bild vom Ort mit diesen Koordinaten -6.8521415 37.6570767 . Motiv: Sokoine University of Agriculture Falls du dabei helfen möchtest, erklärt die Anleitung , wie das geht. BW |
| Open University of Tanzania                                        | OUT            | Daressalam       | P.O. Box 23409                    | 1992            | 319                             | 46.941                          | Open University in Daressalam |
| Ardhi University                                                   | ARU (UCLAS)    | Daressalam       | P. O. Box 35176                   | 1996            | 241                             | 4.140                           | |
| State University of Zanzibar                                       | SUZA           | Sansibar         | P.O. Box 146, Main Campus, Tunguu | 1999            |                                 |                                 | |
| Mzumbe University                                                  | MU             | Mzumbe           | P.O. Box 1                        | 2007            | 293                             | 8.296                           | |
| Muhimbili University of Health and Allied Sciences                 | MUHAS          | Daressalam       | P.O. Box 65001                    | 2007            | 304                             | 3.061                           | |
| Nelson Mandela African Institute of Science and Technology         | NMAIST         | Arusha           | P.O. BOX 447                      | 2012            | 57                              | 238                             | |
| University of Dodoma                                               | UDOM           | Dodoma           | P.O. Box 259                      | 2007            | 754                             | 22.997                          | University of Dodoma |
| Mbeya University of Science and Technology                         | MUST           | Mbeya            | P.O. Box 131                      | 2012            | 233                             | 4.109                           | |
| Moshi Cooperative University                                       | MoCU (MUCCOBS) | Moshi            | P. O. Box 474, Sokoine Road       | 2014            | 147                             | 3.506                           | |
| Mwalimu Julius K. Nyerere University of Agriculture and Technology | MJNUAT         | Butiama          | P.O. Box 976, Musoma              | 2005            |                                 | Not permitted to admit students | |

## Private Universitäten
| Name                                                         | Abkürzung       | Stadt (Zentrale)      | Adresse Geokoordinaten                             | Gründungs-Datum | Akademische Mitarbeiter | Studenten | Träger                            | Foto |
| ------------------------------------------------------------ | --------------- | --------------------- | -------------------------------------------------- | --------------- | ----------------------- | --------- | --------------------------------- | ---- |
| Hubert Kairuki Memorial University                           | HKMU            | Daressalam            | 70 Chwaku Street - Mikocheni Box 65300             | 2000            | 150                     | 1.395     |                                   |      |
| Tumaini University Makumira                                  | TUMA            | Arusha                | P.O. Box 55, Usa-River                             | 2011            | 51                      | 2.826     | Evangelische Kirche               |      |
| St. Augustine University of Tanzania                         | SAUT            | Mwanza                | P.O. Box 307, Malimbe                              | 1998            | 277                     | 7.481     | Katholische Kirche                |      |
| Zanzibar University                                          | ZU              | Sansibar              | P.O. Box 2440,                                     | 2000            | 73                      |           | Darul-Iman Charitable Association |      |
| University of Arusha                                         | UoA             | Usa River             | P.O.Box 7                                          | 2006            | 57                      | 1.573     | Siebenten-Tags-Adventisten Kirche |      |
| Teofilo Kisanji University                                   | TEKU            | Mbeya                 | P.O Box 1104                                       | 2006            | 47                      | 1.338     | Herrnhuter Brüdergemeine          |      |
| Muslim University of Morogoro                                | MUM             | Morogoro              | Msamvu Street                                      | 2004            | 62                      | 2.393     | Muslim Development Foundation     |      |
| St. John’s University of Tanzania                            | SJUT            | Dodoma                | Mavunde Road                                       |                 | 104                     | 3.108     | Anglican Church of Tanzania       |      |
| Catholic University of Health and Allied Sciences            | CUHAS           | Mwanza                | CUHAS, P.O. Box 1464                               | 2003            | 113                     | 1.536     | Katholische Kirche                |      |
| St. Joseph University in Tanzania                            | SJUIT           | Daressalam            | St. Joseph University In Tanzania P.O. Box 11007   | 2019            | 99                      | 3.879     | DMI Group                         |      |
| United African University of Tanzania                        | UAUT            | Daressalam            | P.O. Box 36246, Block F, Vijibweni Area, Kigamboni | 2012            |                         |           | Korea Church Mission (Christian)  |      |
| Sebastian Kolowa Memorial University                         | SEKOMU          | Magamba, Region Tanga | P.O. BOX 370, Lushoto                              | 2012            | 74                      | 1.183     | Evangelische Kirche               |      |
| University of Iringa                                         | UoI             | Iringa                | P.O Box 200                                        | 2013            | 109                     | 3.698     | Evangelische Kirche               |      |
| AbdulRahman Al-Sumait University                             | SUMAIT          | Sansibar              | Mbweni Road                                        |                 |                         |           | Africa Muslims Agency             |      |
| Mwenge Catholic University                                   | MWECAU (MWUCE)  | Moshi                 | P.O. BOX 1226                                      |                 | 107                     | 4.338     | Katholische Kirche                |      |
| Ruaha Catholic University                                    | RUCU            | Iringa                | P.O.Box 774                                        | 2014            | 148                     | 4.948     | Katholische Kirche                |      |
| Aga Khan University                                          | AKU             | Daressalam            | Salama House, 344 Urambo Street P.O. Box 38129,    |                 | 45                      | 200       |                                   |      |
| Kampala International University in Tanzania                 | KIUT            | Daressalam            | P. O. Box 9790                                     | 2012            |                         |           |                                   |      |
| Mwanza University                                            | MzU             | Mwanza                | Provisional Licence                                |                 |                         |           |                                   |      |
| Catholic University of Mbeya                                 | CUoM            | Mbeya                 |                                                    |                 |                         |           |                                   |      |
| Dar es Salaam Tumaini University                             | DarTU (TUDARCo) | Daressalam            |                                                    |                 |                         |           |                                   |      |
| Rabininsia Memorial University of Health and Allied Sciences | RMUHAS          | Daressalam            | Provisional Licence                                |                 |                         |           |                                   |      |
| University of Medical Sciences and Technology                | UMST            | Daressalam            | Provisional Licence                                |                 |                         |           |                                   |      |

## Öffentliche Hochschulen (Colleges)
| Name                                                              | Abkürzung | Stadt (Zentrale) | Adresse Geokoordinaten | Gründungs-Datum | Foto |
| ----------------------------------------------------------------- | --------- | ---------------- | ---------------------- | --------------- | ---- |
| Mkwawa University College of Education                            | MUCE      | Iringa           | P.O. Box 2513          | 2005            |      |
| Dar es Salaam University College of Education                     | DUCE      | Daressalam       | P. O. Box 2329         | 2005            |      |
| Mbeya University College of Health and Allied Sciences            | MUCHAS    | Mbeya            | P.O BOX 608            | 2005            |      |
| Mbeya University of Science and Technology – Rukwa Campus College | MUST-RC   | Mbeya            | P.O.Box 131            | 2005            |      |

## Private Hochschulen (Colleges)
| Name                                                         | Abkürzung | Stadt (Zentrale) | Adresse Geokoordinaten | Gründungs-Datum | Foto |
| ------------------------------------------------------------ | --------- | ---------------- | ---------------------- | --------------- | ---- |
| Kilimanjaro Christian Medical College                        | KCMUCo    | Moshi            | Box 2240               | 2010            |      |
| Tumaini University Makumira, Dar es Salaam College           | TUDARCo   | Daressalam       | P. O. Box 77588        | 2004            |      |
| Stefano Moshi Memorial University College                    | SMMUCo    | Moshi            | Box 881                | 1991            |      |
| Archbishop Mihayo University College of Tabora               | AMUCTA    | Tabora           | P.O. Box 801           | 2010            |      |
| St. Francis University College of Health and Allied Sciences | SFUCHAS   | Ifakara          | P.O.Box 175            | 2010            |      |
| Jordan University College                                    | JUCo      | Morogoro         | P.O.Box 1878           | 2010            |      |